# هارولد بورنس
هارولد بورنس (20 مايو 1908 - 4 يونيو 1944 في أستراليا) (بالإنجليزية: Harold Burns)‏ هو لاعب كريكت أسترالي. لعب مع فريق كوينسلاند للكريكت ‏.

## وصلات خارجية
- هارولد بورنس على موقع إي آس بي آن كريك إنفو (الإنجليزية)